# Serghei Țvetcov
Serghei Țvetcov (n. 29 decembrie 1988, Chișinău, RSS Moldovenească, URSS) este un ciclist român de performanță. El este originar din Republica Moldova și până la 31 mai 2014 a evoluat sub drapelul Moldovei. În 2014 Țvetcov a participat la 2014 UCI Road World Championships, atât la proba ciclism-șosea, cât și cursa individuală de contratimp.
În sezoanele 2013–2014 el a evoluat pentru echipa Jelly Belly-Kenda din UCI Continental, cel mai bun rezultat cu care l-a obținut la 2014 USA Pro Cycling Challenge, locul 3. Ca urmare a acestei performanțe, pentru sezonul 2015 el a semnat cu echipa Androni Giocattoli din UCI Professional Continental.
În 2016 el a participat la Jocurile Olimpice de la  Rio de Janeiro. În 2018 a câștigat Turul României.

## Palmares
- 2007
  -  Campion al Republicii Moldova la ciclism contratimp
- 2008
  - Al 3-lea la campionatul Republicii Moldova la ciclism contratimp
- 2009
  -  Campion al Republicii Moldova la ciclism contratimp
- 2010
  - Turul Dobrogei :
    - Clasament general
    - Prolog

  - Al 2-lea la campionatul Republicii Moldova la ciclism contratimp
  - Al 3-lea la campionatul Republicii Moldova la ciclism pe șosea
- 2011
  - Tour of America's Dairyland :
    - Clasament general
    - Al 7-lea (contratimp)

  - Al 4-lea pe etapă la Tobago Cycling Classic
- 2013
  - Primul loc în etapa de la Tour de Murrieta (contratimp)
  - Primul loc în etapa de la Nature Valley Grand Prix (contratimp)
  - Cascade Classic :
    - Clasament general
    - Al 2-lea și al 3-lea pe etape
- 2014
  - Al 3-lea în etapa de la Tour of the Gila (contratimp)
  - Cascade Classic :
    - Clasament general
    - Al 2-lea  (contratimp) și al 4-lea pe etape

  - Al 3-lea în Tour de Beauce
  - Al 3-lea în Tour du Colorado